# ウェールズ島 (ヌナブト準州)
ウェールズ島 (Wales Island)、旧称プリンスオブウェールズ島 (Prince of Wales Island) はカナダの北極諸島の島のひとつ。無人島。ヌナブト準州のクィキクタアルク地域に含まれる。ブーシア湾南部のコミティー湾内、メルビル半島の沖1.5kmにある。面積は1,137km2。
ジョン・レイによりプリンスオブウェールズ島と名づけられ、後に短縮されてウェールズ島となった.。